# Encore mineure
Pour plus de détails, voir Fiche technique et Distribution.
Encore mineure (Unter Achtzehn) est un film autrichien réalisé par Georg Tressler sorti en 1957.

## Synopsis
L'assistante sociale veuve Luise Gottschalk est nommée tutrice de la mineure Elfie Breitner. La jeune fille de dix-sept ans a dû faire face à de nombreuses difficultés et a vécu des choses qui l'ont façonnée. Ainsi le compagnon de sa mère l'a maltraitée. Sa mère n'était pas de son côté, mais au contraire blâmait la fille du fait qu'elle était maintenant seule, car le compagnon devait aller en prison. Luise Gottschalk a mis la jeune femme dans une laverie, mais Elfie ne prend pas son travail au sérieux. Lorsqu'elle est avec son petit ami au chômage Stefan, elle oublie qu'elle doit être à l'heure au travail. Comme Stefan veut exaucer le souhait de sa petite amie d'un costume qu'elle désire depuis longtemps, il vend une radio qu'il avait achetée en plusieurs fois, bien qu'il ne l'ait pas encore payée en totalité. Le revendeur de radio Sachs dépose alors une plainte. Le tribunal pour mineurs de Vienne condamne Stefan à quatre mois de prison et Elfie est envoyée dans un foyer d'accueil pendant deux mois pour vol. Même le témoignage de Luise Gottschalk selon lequel le revendeur de radio est au moins en partie responsable ne peut rien y changer.
Elfie arrive dans une maison à Klosterneuburg, où elle rencontre la danseuse Susi. La jeune femme ne s'inquiète pas pour son avenir, car après sa sortie de la maison elle souhaite retourner dans l'établissement "Paradies", où il y a suffisamment d'hommes qui peuvent supporter des jeunes filles bien bâties. Elfie, quant à elle, doit faire face à des difficultés après sa libération de la maison ; on ne veut pas lui rendre son travail à la blanchisserie. Luise Gottschalk s'efforce de trouver un nouvel emploi pour Elfie, qui réagit de plus en plus têtue. Elle se débat avec sa vie antérieure en général et surtout avec le fait que Stefan ait été enfermé. La jeune femme veut désormais prendre son destin en main. Elle a un entretien pour être mannequin dans un salon de mode viennois qui très impressionné par sa silhouette impeccable. Luise Gottschalk refuse cependant de donner son consentement. Elfie se tourne donc vers Susi, qui travaille comme danseuse de strip-tease au "Paradies", où on lui propose d'apparaître en tant que danseuse dans une revue. Cependant, Elfie refuse un tel travail et fait peu après la connaissance du réalisateur Messmer, qui est l'invité de "Paradies". Messmer n'a pas un mariage heureux et voit Elfie comme la fille qu'il n'a jamais eue. Il aime exaucer ses vœux, alors il paie aussi la robe de cocktail "empruntée" à Elfie et fournit même à la jeune femme son propre appartement. Cependant, lorsque le secret est connu de tous, la position de Messmer est menacée. Le divorce lui ferait aussi beaucoup de mal. Sa femme le confronte à une décision ; elle exige qu'il abandonne enfin Elfie.
Un monde s'effondre pour Elfie lorsque Messmer l'abandonne, elle avait cru en ses promesses. Pour elle, il incarnait le parfait gentleman. Stefan Maurer, qui est toujours en détention, reçoit un courrier inquiétant d'Elfie et s'évade du centre de détention pour mineurs. Quand il voit comment Elfie vit maintenant et que son placard est plein, il panique et laisse libre cours à sa colère impuissante. Il sort les vêtements du placard et laisse Elfie ressentir son mépris. Puis il s'enfuit impuissant.
Elfie apprend de l'inspecteur criminel Sandner que Stefan n'a pas été libéré plus tôt de sa détention pour mineurs, comme il l'a prétendu, mais qu'il s'est évadé. Elfie sait où elle peut trouver de l'aide, auprès de sa tutrice Luise Gottschalk. Alors que les deux femmes discutent encore de ce qui devrait se passer maintenant, Sandner leur dit que Stefan est venu complètement dépité au poste de police et s'est rendu. Lors d'un appel téléphonique, les deux jeunes discutent et Elfie assure à Stefan qu'elle l'attendra et lui demande pardon. Et Stefan est heureux, car il a autant besoin d'Elfie qu'elle a besoin de lui.

## Fiche technique
- Titre français : Encore mineure[3]
- Titre original : Unter Achtzehn
- Réalisation : Georg Tressler assisté de Franz Josef Gottlieb
- Scénario : Emil Burri, Johannes Mario Simmel, Georg Tressler
- Musique : Carl de Groof
- Direction artistique : Fritz Mögle, Heinz Ockermüller
- Costumes : Fred Adlmüller
- Photographie : Sepp Riff (de)
- Son : Herbert Janeczka, Alfred Norkus (de), Hans Riedl
- Montage : Paula Dvorak
- Production : Paula Wessely
- Société de production : Paula Wessely Filmproduktion GmbH
- Société de distribution : Union-Film
- Pays d'origine :  Autriche
- Langue : allemand
- Format : Noir et blanc - 1,33:1 - Mono - 35 mm
- Genre : Drame
- Durée : 96 minutes
- Dates de sortie :
  -  Autriche : 1er juin 1957.
  -  Allemagne : 18 octobre 1957.
  -  France : 6 novembre 1959[3].

## Distribution
- Vera Tschechowa : Elfie Breitner
- Peter Parak : Stefan Maurer
- Paula Wessely : Luise Gottschalk
- Edith Elmay : Susi Majora
- Erik Frey : Walter Messmer
- Doris Kirchner : Mme Messmer
- Margarete Fries : Edith Messmer
- Paul Löwinger : Kutzmeier
- Guido Wieland : Dr. Janegger
- Louis Soldan (de) : Bauer-Larsen
- Toni Puschelik : Karli